# 應仁
應仁是日本年號之一，在文正之後、文明之前，指的是1467年到1469年這段期間，此時期的天皇是後土御門天皇，由後花園上皇實施院政。室町幕府的將軍是足利義政。

## 改元
- 文正二年三月五日（1467年4月9日）因為戰亂開始而改元。
- 應仁三年四月二十八日（1469年6月8日）改元為文明。

## 出典
出自『維城典訓』的「仁之感物，物之應仁，若影隨形、猶聲致響」之句。

## 應仁年間要事
- 應仁元年一月十七日（1467年2月21日）：畠山義就襲擊在上御靈神社（日语：上御霊神社）的畠山政長，為應仁之亂開始的發端，此亂事一直到文明九年十一月二十日（1477年12月25日）才宣告結束。
- 應仁元年五月二十日（1467年6月21日）：應仁之亂，山名持豐與畠山義就舉兵。

## 西元對照表
| 應仁 | 元年   | 2年    | 3年    |
| ---- | ------ | ------ | ------ |
| 西元 | 1467年 | 1468年 | 1469年 |
| 干支 | 丁亥   | 戊子   |        |

## 關連項目
| 前一年號： 文正 | 日本年號 | 下一年號： 文明 |